# Buckleria brasilia
Buckleria brasilia là một loài bướm đêm thuộc chi Buckleria, sống ở Brasil. Chúng sống trên cây Drosera graminifolia. Bướm bay vào tháng 5 và có sải cánh dài khoảng 11–12 mm. Tên gọi đề cập đến Brazil.